# General José Eduvigis Díaz
General José Eduvigis Díaz es un distrito paraguayo del Departamento de Ñeembucú. Es una pintoresca localidad que dista de Asunción a 402 km. Se accede por la Ruta PY04, ubicado a 30 km de Pilar en cercanías del río Paraná, al sur del departamento.

## Historia
Estero Bellaco fue uno de los principales escenarios de la Guerra de la Triple Alianza. Una batalla fue librada el 2 de mayo de 1866 entre las tropas de los países Argentina, Brasil y Uruguay y las tropas paraguayas. El general Flores, posicionado en Estero Bellaco , fue atacado el 2 de mayo por una fuerza paraguaya de 6.000 hombres con cuatro piezas de artillería. Los paraguayos cayeron sobre flores con tanta rapidez y sorpresa que prácticamente arrollaron a las tropas argentinas hasta que fueron auxiliadas por doce batallones de reserva.
En el combate de Estero Bellaco el ejército paraguayo sufrió 2000 muertos y 300 prisioneros. Al otro lado del Estero, el entonces Coronel Díaz hizo fracasar un movimiento envolvente de las tropas brasileñas por el Paso Sidra, obligándolas a huir.
El 24 de mayo se realizó una batalla que obtuvo una victoria aliada en Tuyutí y se decide atacar las fortalezas paraguayas de Curuzú Cuatiá y Curapayty. Posteriormente, dado el desempeño excelente demostrado por el teniente coronel José E. Díaz, el Mariscal Francisco Solano López lo ascendió al grado inmediato de coronel.
Fue fundado por Francisco Ozuna con la denominación de “Arroyito”. Actualmente, lleva el nombre del héroe de la guerra contra la Triple Alianza, vencedor en Curupayty, el General José Eduvigis Díaz.

## Geografía
El distrito General José Eduvigis Díaz, tiene 291 km² y se encuentra a 5 km del puerto Itá Corá, sobre el río Paraná. Desde allí se puede llegar hasta la Isla Bobi Ñú y a otras islas pesqueras. Muy cerca de la ciudad se encuentra también el Estero Bellaco.
El departamento de Ñeembucú presenta una característica topográfica con amplio predominio de zonas bajas y planas, que favorece la presencia de grandes esteros y pantanos. Limita al norte con Isla Umbú; al sur con Argentina, separada por el río Paraná; al este con Desmochados y Mayor José Martínez; y al oeste con Humaitá y Paso de Patria, lugares donde se desarrollaron las famosas batallas de la Guerra de la Triple Alianza.

## Clima
El clima es subtropical y húmedo, con una precipitación media anual de 1.350 mm y una temperatura media 23,2 °C . El verano es muy cálido y húmedo, soportándose fuertes temperaturas de hasta 40 °C. En los últimos años se registraron un promedio de dos heladas por temporada. Los meses más lluviosos son: enero, marzo, abril y octubre, y los menos lluviosos son mayo, junio, julio y agosto.

## Economía
En la zona se da la confluencia de los ríos Paraguay y Paraná, los dos principales cursos de agua que riegan el país. Al estar rodeado de esterales y pantanos, hace que la población se dedique a las actividades ganaderas, especialmente entre ellas ganados vacunos, equinos y ovinos.
Además, este distrito cuenta con cultivos de algodón, trigo, poroto, arroz, mandioca, maíz, caña de azúcar. El Río Paraná es el de mayor caudal hídrico y cuenta con lugares destinados a la pesca. Posee puertos que son utilizados para el comercio con la República Argentina como Puerto Curuzú Abá y Puerto Itá Corá.